# Margot Marsman
Margot Marsman, född 9 februari 1932 i Haarlem, död 5 september 2018, var en nederländsk före detta simmare.
Marsman blev olympisk bronsmedaljör på 4 x 100 meter frisim vid sommarspelen 1948 i London.